# Derthona Basket
El Derthona Basket, conocido también por motivos de patrocinio como  Bertram Tortona, es un equipo de baloncesto italiano con sede en la ciudad de Tortona, Piamonte. Compite en la Lega Basket Serie A, la primera división del baloncesto en Italia. Disputa sus partidos en el PalaOltrepò en Voghera.

## Nombres
- -2011: Benfante
- 2011-2017: Orsi
- 2017- : Bertram

## Posiciones en Liga
| Temporada | Nivel | Liga     | Pos. | J     | PL  | Resultado                             |
| --------- | ----- | -------- | ---- | ----- | --- | ------------------------------------- |
| 2011-12   | 5     | DNC      | 1    |       |     | Ascenso                               |
| 2012-13   | 4     | DNB      | 5    | 17-30 | 2-2 | Semifinal del Grupo A                 |
| 2013-14   | 4     | DNB      | 1    | 22-8  | 6-3 | AscensoSemifinalista de la Final Four |
| 2014-15   | 2     | Serie A2 | 9    | 16-14 |     |                                       |
| 2015-16   | 2     | Serie A2 | 3    | 19-11 | 5-5 | Cuartos de final                      |
| 2016-17   | 2     | Serie A2 | 2    | 21-9  | 4-5 | Cuartos de final                      |
| 2017-18   | 2     | Serie A2 | 5    | 17-13 | 1-3 | Octavos de final                      |
| 2018-19   | 2     | Serie A2 | 13   | 10-18 |     |                                       |
| 2019-20   | 2     | Serie A2 | 9    | 13-12 |     |                                       |

fuente:eurobasket.com

## Palmarés
- Campeón Grupo A Serie B (baloncesto italiano) (2014)
- Campeón Grupo A Nazionale C (2012)

## Jugadores destacados
| - Luca Garri - Rodolfo Valenti - Jeffrey Crockett - Ramon Galloway |  | - Marshall Henderson - Christian Polk - / Jonathan Tavernari |